# 大成镇 (儋州市)
大成镇，是中华人民共和国海南省儋州市下辖的一个乡镇级行政单位。

## 行政区划
大成镇下辖以下地区：
大成社区、工交社区、调南村、新风村、推赛村、可运村、小岭村、新营村、道隆村、南乐村、南盛村、南园村、瑞图村、新兰村、公司村、江南村、红灯村、河沟村、岛村、新龙村、大星村和镇农场。